# Rubens Barrichello
Rubens Barrichello, brazilski dirkač Formule 1, * 23. maj 1972, Sao Paulo, Brazilija.

## Začetek dirkanja
Barrichello je svoj talent pokazal že zelo zgodaj, saj je v svoji rodni Braziliji že pri 16 letih osvojil 5 državnih naslovov v kartingu. Nato se je leta 1990 preselil v Veliko Britanijo, kjer je v naslednjih nekaj letih živel v mestu Cambridge. V svojem prvem letu na Otoku je dirkal v prvenstvu Formula Vauxhall Lotus in osvojil naslov prvaka. Naslednje leto je nastopal v britanski Formuli 3, kjer se je prav tako uvrstil na prvo mesto skupnega seštevka prvenstva. Naslov prvaka britanske Formule 3 je osvojil s prednostjo osmih točk pred drugouvrščenim Davidom Coulthardom. Po teh uspehih bi se lahko leta 1992 kot 19-leten že pridružil Formuli 1, vendar se je raje preselil v Formulo 3000, kjer je nastopal za italijansko moštvo Il Barone Rampante. Kljub temu, da se je v sezoni 1992 uvrstil šele na tretje mesto skupnega seštevka prvenstva v Formuli 3000, se je pred začetkom sezone 1993 pridružil ekipi Jordan v Formuli 1.

## Začetki v Formuli 1 z Jordanom
Prvo leto pri Jordanu je bilo za Brazilca več ali manj klavrno, osvojil je le dve točki svetovnega prvenstva. Izkupiček bi lahko bil boljši, če mu ne bi na dirki za Veliko nagrado Evrope, potem ko je vozil na tretjem mestu, dva kroga pred koncem zmanjkalo goriva. V tem letu je tudi redno premagoval svoje bolj izkušene ekipne kolege.
Sezono 1994 je začel zelo vzpodbudno. Konec marca je na prvi dirki sezone v Braziliji dosegel četrto mesto, sredi aprila pa se je s tretjim mestom na drugi dirki sezone za Veliko nagrado Pacifika na Japonskem prvič uvrstil na stopničke. S tema rezultatoma je bil po dveh dirkah drugi v seštevku svetovnega prvenstva za Michaelom Schumacherjem, ki je obakrat zmagal. Potem pa je prišla tragična Velika nagrada San Marina v Imoli, kjer je na petkovem treningu imel hudo nesrečo in bi se skorajda smrtno ponesrečil. Nesrečo je odnesel le z zlomljenim nosom, medtem ko njegovemu rojaku in mentorju Ayrtonu Senni ni bilo prizaneseno.
Barrichello se je dva tedna pozneje udeležil dirke za Veliko nagrado Monaka, vendar jo zaradi problemov z dirkalnikom ni končal. Do konca sezone se je še na štirih dirkah uvrstil na četrto mesto, prav tako pa je zaradi odstopov še šestkrat ostal brez točk. Konec avgusta se je na dirki za Veliko nagrado Belgije prvič v Formuli 1 uvrstil na najboljši štartni položaj, potem ko je proti koncu večinoma deževnih kvalifikacij na sušeči se stezi postavil najboljši čas. Kot 22-letnik je bil takrat najmlajši voznik, ki je dosegel najboljši štartni položaj v Formuli 1. Sredi dirke je zletel s proge in zaradi poškodovanega dirkalnika odstopil. En mesec pozneje se je na portugalski dirki za nekaj krogov znašel v vodstvu, končal pa jo je na četrtem mestu. V skupnem seštevku svetovnega prvenstva se je z 19 osvojenimi točkami na koncu sezone uvrstil na šesto mesto.
V sezoni 1995 so pri Jordanu namesto Hartovih začeli uporabljati Peugeotove motorje, ki pa niso bili preveč zanesljivi. Barrichello je odstopil na devetih dirkah in sezono končal z enajstimi osvojenimi točkami. Edine stopničke si je privozil na šesti dirki sezone v Kanadi, kjer se je prvič v Formuli 1 uvrstil na drugo mesto. Na treh dirkah bi lahko osvojil še sedem točk, a jih je v zadnjem krogu nesrečno izgubil – v Veliki Britaniji sta Barrichello in Mark Blundell trčila med bojem za četrto mesto, medtem ko je v Španiji in na Madžarskem Brazilec zaradi okvarjenega dirkalnika padel na sedmo mesto, ki vozniku takrat ni prinašalo točk.
V drugo dirko sezone 1996 je Barrichello v svoji domači Braziliji štartal z drugega mesta, pozneje pa se je s Schumacherjem bojeval za tretje mesto, dokler ni v 59. od 71 krogov zaradi pregretih zavor zletel s proge in odstopil. Do konca sezone je na sedmih dirkah osvojil točke in jih vsega skupaj zbral štirinajst, vendar se na stopničke tega leta ni uvrstil niti enkrat. Prav tako se je njegovo razmerje z lastnikom moštva Eddiejem Jordanom sredi sezone močno skrhalo, zaradi česar je konec leta podpisal pogodbo z novoustanovljeno ekipo Stewart.

## Tri sezone s Stewartom
Pri Stewartu so v svoji prvi sezoni 1997 imeli veliko problemov z zanesljivostjo dirkalnika in Fordovih motorjev, ki so ga poganjali, zaradi česar je Barrichello do konca odpeljal le tri od 17 dirk. Edini svetel trenutek je bila Velika nagrada Monaka, kjer je Brazilec z drugim mestom moštvu pripeljal prvih in edinih šest točk tega leta. Problemi z dirkalnikom so se nadaljevali v sezoni 1998, ki jo je Barrichello končal z desetimi odstopi, medtem ko je moštvu pripeljal le štiri točke z dvema petima mestoma, ki ju je dosegel na dirkah v Španiji in Kanadi.
V sezoni 1999 so pri Stewartu izboljšali Fordove motorje, posledica tega pa so bili boljši rezultati in večje število končanih dirk. Barrichello je sezono začel s petim mestom v Avstraliji, medtem ko je v drugo dirko sezone v svoji domači Braziliji štartal s tretjega mesta. Ko je v četrtem krogu prehitel Miko Häkkinena, se je Stewartov dirkalnik prvič v zgodovini moštva znašel v vodstvu. Do prvega postanka v 27. krogu si je Brazilec ustvaril petih sekund prednosti pred drugouvrščenim Schumacherjem, v 42. krogu pa je odstopil zaradi eksplodiranega motorja. Na naslednji dirki za Veliko nagrado San Marina si je s tretjim mestom privozil prve stopničke tega leta.
Barrichello je utegnil Stewartov dirkalnik na sedmi dirki sezone v Franciji prvič v zgodovini moštva postaviti na najboljši štartni položaj, medtem ko je dirko končal na tretjem mestu in se prvič v eni sezoni Formule 1 dvakrat povzpel na stopničke. Do konca sezone si je s tretjim mestom na Veliki nagradi Evrope, ki je potekala na nemški progi Nürburgring, še tretjič v sezoni privozil stopničke. Njegov ekipni kolega Johnny Herbert je na tej dirki presenetljivo zmagal, kar je bila edina zmaga moštva Stewart v Formuli 1. Kljub temu je bil Barrichello v povprečju tega leta hitrejši med Stewartovima voznikoma, sezono pa je končal na sedmem mestu z 21 osvojenimi točkami, medtem ko se je Herbert s 15 osvojenimi točkami uvrstil na osmo mesto. To je bilo dovolj, da so ga poklicali iz Ferrarija za ob bok Michaelu Schumacherju in namesto Eddieja Irvina, ki je kariero nadaljeval pri Jaguarju, nasledniku moštva Stewart v sezoni 2000.

## Ob Schumacherju pri Ferrariju
Barrichello je na svoji prvi dirki z moštvom Ferrari v Avstraliji dosegel drugo mesto in prvič na dirki Formule 1 odpeljal najhitrejši krog, medtem ko je Schumacher zmagal s prednostjo enajstih sekund. Brazilec je bil dosleden vso sezono in končal 13 od 17 dirk. Na stopničke se je povzpel devetkrat, medtem ko je na štirih dirkah dosegel četrto mesto.
Prvo zmago si je privozil na Schumacherjevi domači dirki v Nemčiji, ki je bila njegov 128. nastop v Formuli 1. Dirko na stezi Hockenheimring je začel šele z 18. štartnega položaja, a se je hitro prebil naprej. Schumacher je zaradi trčenja z Giancarlom Fisichello odstopil že v prvem krogu. Ko je sredi dirke zaradi protestnika na progi moral posredovati varnostni avtomobil, je Barrichello dohitel Miko Häkkinena in Davida Coultharda, ki sta v McLarnovih dirkalnikih v tem trenutku že imela veliko prednost. Kmalu zatem je deževen oblak nad del dirkališča okoli boksov prinesel ploho, medtem ko so bile dolge ravnine v gozdu popolnoma suhe. Häkkinen in Coulthard sta zapeljala v bokse po nove gume, Barrichello pa je nadaljeval dirko z gumami za suho vreme in na koncu zmagal s prednostjo sedmih sekund pred Häkkinenom.
V skupnem seštevku svetovnega prvenstva se je z 62 osvojenimi točkami Brazilec na koncu sezone uvrstil na četrto mesto – boljši od njega so bili le svetovni prvak Schumacher ter McLarnova dirkača Häkkinen in Coulthard. S svojimi nastopi je Barrichello tega leta pripomogel Ferrariju k osvojitvi naslova konstruktorskega prvaka.
V sezoni 2001 ni dosegel nobene zmage, a se je kljub temu desetkrat v 17 dirkah uvrstil na stopničke ter pripomogel Ferrariju k osvojitvi tretjega zaporednega konstruktorskega naslova, medtem ko je Schumacher ubranil naslov dirkaškega prvaka. Prav na Ferrarijevi domači dirki v Monzi se je Barrichello znašel v vodstvu, a je zaradi napake mehanikov pri postanku v boksih izgubil preveč časa ter ga je prehitel Williamsov voznik Juan Pablo Montoya, ki je takrat dosegel svojo prvo zmago v Formuli 1 s prednostjo petih sekund pred Brazilcem. V skupnem seštevku svetovnega prvenstva se je Barrichello s 56 osvojenimi točkami tega leta uvrstil na tretje mesto, boljša od njega pa sta bila le Schumacher in Coulthard.
V prvo dirko sezone 2002 v Avstraliji je Barrichello štartal z najboljšega položaja, a je zaradi trčenja s Schumacherjevim bratom Ralfom v Williamsovem dirkalniku odstopil že v prvem krogu. Naslednjič je najboljši štartni položaj dosegel v Avstriji, kjer je tudi na dirki dominiral, potem pa neslavno spustil Schumacherja predse v zadnjem krogu zaradi moštvenega ukaza iz boksov. Ta dogodek je bil velika črna pika v Ferrarijevi zgodovini, FIA pa je zaradi njega v sezoni 2003 prepovedala moštvene ukaze iz boksov. Barrichello si je po avstrijski dirki do konca sezone 2002 privozil rekordne štiri zmage in k temu dodal še štiri uvrstitve na stopničke, kar je bilo dovolj, da s 77 osvojenimi točkami postane svetovni podprvak.
V sezoni 2003 je po petih uvrstitvah na stopničke šele na enajsti dirki v Veliki Britaniji dosegel prvo zmago. V dirko je štartal z najboljšega položaja in odpeljal tudi najhitrejši krog, medtem ko jo je Schumacher končal na četrtem mestu s 25 sekundami zaostanka za zmagovalcem. Najboljši štartni položaj je v zmago pretvoril tudi na zadnji dirki sezone na Japonskem, v skupnem seštevku svetovnega prvenstva pa se je s 65 osvojenimi točkami uvrstil na četrto mesto.
V sezoni 2004, v kateri je Schumacher na 18 dirkah dosegel rekordnih 13 zmag, se je Barrichello sedemkrat povzpel na stopničke kot drugi in še petkrat kot tretji. Proti koncu sezone je na zaporednih dirkah v Monzi in Šanghaju utegnil dva najboljša štartna položaja pretvoriti v dve zmagi. Svetovni podprvak je postal s 114 osvojenimi točkami in prednostjo 29 točk pred voznikom moštva BAR Jensonom Buttonom na tretjem mestu.
V sezono 2005 je štartal z drugim mestom v Avstraliji, kjer sta se mu na stopničkah pridružila Renaultova voznika Giancarlo Fisichella na prvem in Fernando Alonso na tretjem mestu. Schumacher je na tej dirki zaradi trčenja odstopil. V nadaljevanju sezone so zmage dosegali le vozniki moštev Renault in McLaren ter je Ferrariju ostal zgolj boj za tretje mesto v konstruktorskem prvenstvu. Barrichello se je sredi sezone na zaporednih dirkah na Nürburgringu in v Montrealu z dvema tretjima mestoma spet povzpel na stopničke. Zadnje stopničke je dosegel z drugim mestom v Indianapolisu, kjer je Schumacher moštvu Ferrari pripeljal edino zmago v sezoni 2005. Sicer se je te dirke zaradi odstopa vseh dirkalnikov z Michelinovimi gumami udeležilo le šest dirkačev, medtem ko sta bili edini moštvi, ki sta poleg Ferrarija ostali na progi, nekonkurenčni Jordan in Minardi. Avgusta leta 2005 se je Barrichello odločil, da bo po koncu sezone zapustil Ferrari in kariero v sezoni 2006 nadaljeval pri Hondi. Japonsko podjetje je takrat odkupilo moštvo BAR, ki je že šesto sezono dirkalo s Hondinimi motorji. Barrichello je svojo zadnjo sezono pri Ferrariju z 38 osvojenimi točkami končal na osmem mestu skupnega seštevka svetovnega prvenstva.

## Odhod k Hondi
Pri moštvu BAR je že bil ustaljen Jenson Button, ki je leta 2005 odpeljal svojo tretjo sezono za tisto ekipo. Britanec je Barrichellu v prvi sezoni po Hondinem prevzemu zaradi večjih izkušenj in dolgoletne številke dve v moštvu Ferrari odstopil boljšo štartno številko. Brazilec je v svoji prvi sezoni pri Hondi na dirkalniku imel štartno številko 11, ki naj bi bila enaka kot na dirkalniku, v katerem je dosegel svojo prvo zmago v kartingu.
S Hondo je odlično vozil kvalifikacije, vendar se je zaradi nevajenosti dirkalnika spuščal v povprečja. Prva priložnost za stopničke je bila v Monaku, kjer je bil nekaj časa tretji, vendar je zaradi kazni dirko končal mesto nižje, kar je bil takrat najboljši rezultat nekega japonskega moštva na tej znameniti dirki. Dirka v Monaku je leta 2006 potekala isti dan kot najznamenitejša dirka severnoameriških formul Indianapolis 500, zaradi česar je Barrichello nastopil s čelado rojaka in prijatelja Tonyja Kanaana, ki pa je v Indianapolisu dirkal z Barrichellovo čelado na glavi. Še eno četrto mesto je dosegel na Madžarskem, medtem ko je v Šanghaju štartal s tretjega mesta in dirko končal kot šesti. Na koncu sezone se je s 30 osvojenimi točkami uvrstil na sedmo mesto skupnega seštevka svetovnega prvenstva, v 18 dirkah pa je imel le tri odstope. Button je sicer zbral 26 točk več, na Madžarskem pa je Hondi pripeljal edino zmago.
V sezoni 2007 se Barrichellu ni uspelo uvrstiti med dobitnike točk. Tega leta je najboljšo uvrstitev dosegel z devetim mestom na dirki za Veliko nagrado Velike Britanije, kljub temu, da je na 17 dirkah odstopil le dvakrat.
Sezono 2008 je začel s šestim mestom v Avstraliji, a je na koncu ostal brez točk, saj so ga diskvalificirali zaradi neupoštevanja rdeče luči v boksih. Tudi tega leta večinoma ni bil konkurenčen zaradi prepočasnega dirkalnika, s katerim mu je uspelo le na treh dirkah osvojiti vsega skupaj 11 točk. Dva svetla trenutka je imel, ko si je s tretjim mestom v Silverstonu privozil edine stopničke pri Hondi in ko je v Carigradu z 257. nastopom v Formuli 1 postavil nov rekord.

## Uspešna sezona 2009 pri Brawnu
V začetku decembra leta 2008 je Honda objavila, da zaradi takratne svetovne gospodarske krize v sezoni 2009 ne bo nastopala v Formuli 1. Nekaj tednov pred prvo dirko v Melbournu je moštvo kupil Ross Brawn in ga preimenoval v Brawn GP, motorje pa je dobavljal Mercedes. Button in Barrichello sta zadržala svoja sedeža. Na testiranjih v Barceloni sta oba voznika presenetila z zelo konkurenčnimi časi, saj jima je uspelo prevoziti krog tudi do dve sekundi hitreje v primerjavi z drugimi vozniki na progi.
Brawnova dirkalnika sta na prvi dirki sezone dominirala. Button je v kvalifikacijah postavil najboljši čas, Barrichello pa se je uvrstil na drugi štartni položaj. Četudi je slabo štartal v dirko, se je Brazilec do konca prebil nazaj do drugega mesta, potem ko sta Sebastian Vettel in Robert Kubica trčila le dva kroga pred ciljem, medtem ko je Button zmagal z minimalno prednostjo.
V kvalifikacijah za drugo dirko sezone v Maleziji je Barrichello dosegel četrto mesto, a je zaradi kazni štartal z osmega mesta. Do prekinitve dirke zaradi močnega dežja se je prebil do petega mesta, medtem ko je Button spet zmagal. V kvalifikacijah za tretjo dirko sezone v Šanghaju je bil Barrichello prvič hitrejši od Buttona, medtem ko je na dirki postavil najhitrejši krog in dosegel četrto mesto. Na naslednjih treh dirkah si je Button privozil tri zmage, Barrichello pa se je dvakrat uvrstil na drugo mesto.
Po šestih zmagah v prvih sedmih dirkah sezone se je Anglež znašel v problemih, saj se mu na naslednjih petih dirkah ni uspelo povzpeti na stopničke. Barrichello je medtem vozil odlično. Po tretjem mestu v Silverstonu je na nemški dirki v prvem krogu prehitel Felipeja Masso, rojaka in naslednika pri Ferrariju, in prevzel vodstvo, a je zaradi težav pri postanku v boksih izgubil precej časa in dirko končal na šestem mestu. Na enajsti dirki sezone za Veliko nagrado Evrope na uličnem dirkališču v španskem mestu Valencija je s prednostjo dveh sekund pred McLarnovim voznikom Lewisom Hamiltonom dosegel svojo prvo zmago v Brawnovem dirkalniku. Ta zmaga je bila njegova deseta v Formuli 1 in prva po zmagi s Ferrarijem na Veliki nagradi Kitajske 2004, prav tako pa je šlo za stoto zmago brazilskih dirkačev v Formuli 1. Zmagal je tudi na trinajsti dirki sezone v Monzi.
Na zadnjih štirih dirkah sezone se mu ni uspelo povzpeti na stopničke, čeprav se je na predzadnji dirki leta v svoji domači Braziliji uvrstil na najboljši štartni položaj. Dirko je končal na osmem mestu, kar je Red Bullovemu vozniku Sebastianu Vettlu, ki je bil četrti, omogočilo preboj do drugega mesta skupnega seštevka svetovnega prvenstva, medtem ko je Button s petim mestom postal svetovni prvak. Vettel je na zadnji dirki sezone v Abu Dabiju zmagal, Barrichello pa je bil četrti. Nemec je s tem obranil drugo mesto v skupnem seštevku svetovnega prvenstva s 84 osvojenimi točkami, medtem ko je Brazilec s 77 osvojenimi točkami ostal tretji. Brawn je sicer že po brazilski dirki postal konstruktorski prvak. 

## Zadnji dve sezoni pri Williamsu
Po uspešni sezoni 2009 se je za Barrichella zanimalo moštvo McLaren, a je Brazilec v začetku novembra tega leta objavil, da bo v sezoni 2010 nastopal za moštvo Williams, s katerim se je že predtem dogovoril o pogodbi. McLaren je na koncu za moštvenega kolega Hamiltonu angažiral Buttona, medtem ko je moštvo Brawn sredi novembra leta 2009 kupil Mercedes in za Barrichellovega naslednika v sezoni 2010 angažiral nekdanjega Williamsovega voznika Nica Rosberga.
Barrichello se je v prvi sezoni pri Williamsu povprečno uvrščal okoli desetega mesta, končal pa je 17 od 19 dirk. Sredi sezone je v izboljšanem dirkalniku na ulicah Valencije dosegel najboljši rezultat leta s četrtim mestom na dirki za Veliko nagrado Evrope, medtem ko se je na naslednji dirki v Silverstonu uvrstil na peto mesto. V sezoni 2010 so točke na dirkah podeljevali desetim najboljšim dirkačem, kar je Barrichellu omogočilo, da se do konca sezone na desetih dirkah uvrsti med dobitnike točk in jih vsega skupaj zbere 47, s čimer se je v skupnem seštevku svetovnega prvenstva uvrstil na deseto mesto.
Ena od dveh dirk, ki ju Barrichello v sezoni 2010 ni odpeljal do konca, je bila Velika nagrada Belgije, kjer je postal prvi voznik v zgodovini Formule 1, ki se je udeležil 300 velikih nagrad.
Pri Williamsu je ostal tudi v sezoni 2011. Po odstopih zaradi problemov z dirkalnikom na prvih dveh dirkah mu je uspelo končati 16 od 17 preostalih dirk. Z devetima mestoma na zaporednih dirkah v Monaku in Montrealu je osvojil edine štiri točke v sezoni, kljub temu, da je le še v Nemčiji odstopil. V skupnem seštevku svetovnega prvenstva je dosegel sedemnajsto mesto.
Sredi novembra 2011 so pri Williamsu sporočili, da bo za moštvo v sezoni 2012 namesto Barrichella nastopal Bruno Senna.

## Po Formuli 1
Leta 2012 je Barrichello dirkal v severnoameriškem prvenstvu formul IndyCar, kjer mu je bil ekipni kolega rojak in prijatelj Tony Kanaan. Nastopil je na vseh 15 dirkah sezone. Najboljši rezultat mu je bila ena uvrstitev na četrto mesto, medtem ko je dirko Indianapolis 500 končal na enajstem mestu. V skupnem seštevku prvenstva je bil dvanajsti.
Proti koncu leta 2012 se je Barrichello udeležil zadnjih treh dirk sezone v brazilskem prvenstvu turnih avtomobilov Stock Car Brasil, medtem ko je leta 2013 začel redno nastopati v tistem prvenstvu. Leta 2014 je osvojil naslov prvaka, medtem ko se je leta 2016 uvrstil na drugo mesto skupnega seštevka prvenstva. Med letoma 2016 in 2021 je v vsaki sezoni dosegel najmanj eno zmago na dirkah, vsega skupaj pa jih trenutno ima 15.
Konec leta 2014 je bil blizu vrnitve v Formulo 1 z moštvom Caterham, ki je kmalu zatem odšlo v stečaj in v sezoni 2015 ni več nastopalo.
Med letoma 2013 in 2019 se je štirikrat udeležil vzdržljivostnih dirk 24 ur Daytone, kjer je najboljši rezultat dosegel leta 2016 z drugim mestom. Leta 2017 je nastopil na najznamenitejši vzdržljivostni dirki 24 ur Le Mansa in se uvrstil na enajsto mesto.

## Zasebno življenje
Barrichello živi v svojem rodnem mestu São Paulo. Po očetovi strani je italijanskega, po materini pa portugalskega porekla. Ime Rubens je dobil po očetu in dedu, zaradi česar je znan pod vzdevkom Rubinho, kar v portugalščini pomeni 'mali Rubens'. Rubinho je velik ljubitelj nogometa in je dober prijatelj nekdanjega nogometaša Ronalda.
Poročen je s Silvano, s katero imata dva sinova, Eduarda in Fernanda.

## Dirkaški rezultati

### Pregled rezultatov
| Sezona | Serija                        | Moštvo                     | Dirke | Pole | Zmage | Toč | Uvr |
| ------ | ----------------------------- | -------------------------- | ----- | ---- | ----- | --- | --- |
| 1989   | Brazilska Formula Ford 1600   | Arisco                     | ?     | ?    | ?     | ?   | 4.  |
| 1990   | Južnoameriška Formula 3       | ?                          | 3     | ?    | 1     | ?   | ?   |
| 1990   | Formula Opel Lotus Euroseries | Draco Racing               | 11    | 7    | 6     | ?   | 1.  |
| 1990   | Formula Vauxhall Lotus        | ?                          | ?     | ?    | ?     | ?   | 11. |
| 1991   | Britanska Formula 3           | West Surrey Racing         | 16    | 9    | 4     | 74  | 1.  |
| 1991   | Velika nagrada Macaa          | West Surrey Racing         | 1     | 0    | 0     | ?   | 5.  |
| 1991   | Masters Formule 3             | West Surrey Racing         | 1     | 1    | 0     | ?   | 6.  |
| 1991   | F3 pokal Fuji                 | ?                          | 1     | 0    | 0     | ?   | NC  |
| 1992   | Formula 3000                  | Il Barone Rampante         | 10    | 0    | 0     | 27  | 3.  |
| 1992   | Velika nagrada Macaa          | Edenbridge/Theodore Racing | 1     | 0    | 0     | ?   | 7.  |
| 1993   | Formula 1                     | Jordan                     | 16    | 0    | 0     | 2   | 17. |
| 1994   | Formula 1                     | Jordan                     | 16    | 1    | 0     | 19  | 6.  |
| 1995   | Formula 1                     | Jordan                     | 17    | 0    | 0     | 11  | 11. |
| 1996   | Formula 1                     | Jordan                     | 16    | 0    | 0     | 14  | 8.  |
| 1997   | Formula 1                     | Stewart                    | 17    | 0    | 0     | 6   | 13. |
| 1998   | Formula 1                     | Stewart                    | 16    | 0    | 0     | 4   | 12. |
| 1999   | Formula 1                     | Stewart                    | 16    | 1    | 0     | 21  | 7.  |
| 2000   | Formula 1                     | Ferrari                    | 17    | 1    | 1     | 62  | 4.  |
| 2001   | Formula 1                     | Ferrari                    | 17    | 0    | 0     | 56  | 3.  |
| 2002   | Formula 1                     | Ferrari                    | 17    | 3    | 4     | 77  | 2.  |
| 2003   | Formula 1                     | Ferrari                    | 16    | 3    | 2     | 65  | 4.  |
| 2004   | Formula 1                     | Ferrari                    | 18    | 4    | 2     | 114 | 2.  |
| 2005   | Formula 1                     | Ferrari                    | 19    | 0    | 0     | 38  | 8.  |
| 2006   | Formula 1                     | Honda                      | 18    | 0    | 0     | 30  | 7.  |
| 2007   | Formula 1                     | Honda                      | 17    | 0    | 0     | 0   | 20. |
| 2008   | Formula 1                     | Honda                      | 18    | 0    | 0     | 11  | 14. |
| 2009   | Formula 1                     | Brawn GP                   | 17    | 1    | 2     | 77  | 3.  |
| 2010   | Formula 1                     | Williams                   | 19    | 0    | 0     | 47  | 10. |
| 2011   | Formula 1                     | Williams                   | 19    | 0    | 0     | 4   | 17. |

### Formula 1
(legenda) (odebeljene dirke pomenijo najboljši štartni položaj, poševne pa najhitrejši krog, †-uvrščen kljub odstopu)
| Leto | Moštvo                               | Šasija                         | Motor                                   | 1       | 2       | 3       | 4       | 5       | 6       | 7       | 8       | 9       | 10      | 11      | 12      | 13      | 14      | 15      | 16      | 17      | 18     | 19     | Prv | Toč |
| ---- | ------------------------------------ | ------------------------------ | --------------------------------------- | ------- | ------- | ------- | ------- | ------- | ------- | ------- | ------- | ------- | ------- | ------- | ------- | ------- | ------- | ------- | ------- | ------- | ------ | ------ | --- | --- |
| 1993 | Sasol Jordan                         | Jordan 193                     | Hart 1035 3.5 V10                       | JAR Ret | BRA Ret | EU Ret  | SMR Ret | ŠPA 12  | MON 9   | KAN Ret | FRA 7   | VB 10   | NEM Ret | MAD Ret | BEL Ret | ITA Ret | POR 13  | JAP 5   | AVS Ret |         |        |        | 18. | 2   |
| 1994 | Total Jordan Hart                    | Jordan 194                     | Hart 1035 3.5 V10                       | BRA 4   | PAC 3   | SMR DNQ | MON Ret | ŠPA Ret | KAN 7   | FRA Ret | VB 4    | NEM Ret | MAD Ret | BEL Ret | ITA 4   | POR 4   | EU 12   | JAP Ret | AVS 4   |         |        |        | 6.  | 19  |
| 1995 | Total Jordan Peugeot                 | Jordan 195                     | Peugeot A10 3.0 V10                     | BRA Ret | ARG Ret | SMR Ret | ŠPA 7   | MON Ret | KAN 2   | FRA 6   | VB 11   | NEM Ret | MAD 7   | BEL 6   | ITA Ret | POR 11  | EU 4    | PAC Ret | JAP Ret | AVS Ret |        |        | 11. | 11  |
| 1996 | Benson & Hedges Total Jordan Peugeot | Jordan 196                     | Peugeot A12 EV5 3.0 V10                 | AVS Ret | BRA Ret | ARG 4   | EU 5    | SMR 5   | MON Ret | ŠPA Ret | KAN Ret | FRA 9   | VB 4    | NEM 6   | MAD 6   | BEL Ret | ITA 5   | POR Ret | JAP 9   |         |        |        | 8.  | 14  |
| 1997 | Stewart Ford                         | Stewart SF01                   | Ford VJ Zetec-R 3.0 V10                 | AVS Ret | BRA Ret | ARG Ret | SMR Ret | MON 2   | ŠPA Ret | KAN Ret | FRA Ret | VB Ret  | NEM Ret | MAD Ret | BEL Ret | ITA 13  | AVT 14  | LUK Ret | JAP Ret | EU Ret  |        |        | 13. | 6   |
| 1998 | Stewart Ford                         | Stewart SF02                   | Ford VJ Zetec-R 3.0 V10                 | AVS Ret | BRA Ret | ARG 10  | SMR Ret | ŠPA 5   | MON Ret | KAN 5   | FRA 10  | VB Ret  | AVT Ret | NEM Ret | MAD Ret | BEL DNS | ITA 10  | LUK 11  | JAP Ret |         |        |        | 12. | 4   |
| 1999 | Stewart Ford                         | Stewart SF-3                   | Ford CR-1 3.0 V10                       | AVS 5   | BRA Ret | SMR 3   | MON 9   | ŠPA Ret | KAN Ret | FRA 3   | VB 8    | AVT Ret | NEM Ret | MAD 5   | BEL 10  | ITA 4   | EU 3    | MAL 5   | JAP 8   |         |        |        | 7.  | 21  |
| 2000 | Scuderia Ferrari Marlboro            | Ferrari F1-2000                | Ferrari 049 3.0 V10                     | AVS 2   | BRA Ret | SMR 4   | VB Ret  | ŠPA 3   | EU 4    | MON 2   | KAN 2   | FRA 3   | AVT 3   | NEM 1   | MAD 4   | BEL Ret | ITA Ret | ZDA 2   | JAP 4   | MAL 3   |        |        | 4.  | 62  |
| 2001 | Scuderia Ferrari Marlboro            | Ferrari F2001                  | Ferrari 050 3.0 V10                     | AVS 3   | MAL 2   | BRA Ret | SMR 3   | ŠPA Ret | AVT 3   | MON 2   | KAN Ret | EU 5    | FRA 3   | VB 3    | NEM 2   | MAD 2   | BEL 5   | ITA 2   | ZDA 15  | JAP 5   |        |        | 3.  | 56  |
| 2002 | Scuderia Ferrari Marlboro            | Ferrari F2001 Ferrari F2002    | Ferrari 050 3.0 V10 Ferrari 051 3.0 V10 | AVS Ret | MAL Ret | BRA Ret | SMR 2   | ŠPA DNS | AVT 2   | MON 7   | KAN 3   | EU 1    | VB 2    | FRA DNS | NEM 4   | MAD 1   | BEL 2   | ITA 1   | ZDA 1   | JAP 2   |        |        | 2.  | 77  |
| 2003 | Scuderia Ferrari Marlboro            | Ferrari F2002 Ferrari F2003-GA | Ferrari 051 3.0 V10 Ferrari 052 3.0 V10 | AVS Ret | MAL 2   | BRA Ret | SMR 3   | ŠPA 3   | AVT 3   | MON 8   | KAN 5   | EU 3    | FRA 7   | VB 1    | NEM Ret | MAD Ret | ITA 3   | ZDA Ret | JAP 1   |         |        |        | 4.  | 65  |
| 2004 | Scuderia Ferrari Marlboro            | Ferrari F2004                  | Ferrari 053 3.0 V10                     | AVS 2   | MAL 4   | BAH 2   | SMR 6   | ŠPA 2   | MON 3   | EU 2    | KAN 2   | ZDA 2   | FRA 3   | VB 3    | NEM 12  | MAD 2   | BEL 3   | ITA 1   | KIT 1   | JAP Ret | BRA 3  |        | 2.  | 114 |
| 2005 | Scuderia Ferrari Marlboro            | Ferrari F2004M Ferrari F2005   | Ferrari 054 3.0 V10 Ferrari 055 3.0 V10 | AVS 2   | MAL Ret | BAH 9   | SMR Ret | ŠPA 9   | MON 8   | EU 3    | KAN 3   | ZDA 2   | FRA 9   | VB 7    | NEM 10  | MAD 10  | TUR 10  | ITA 12  | BEL 5   | BRA 6   | JAP 11 | KIT 12 | 8.  | 38  |
| 2006 | Lucky Strike Honda Racing F1 Team    | Honda RA106                    | Honda RA806E 2.4 V8                     | BAH 15  | MAL 10  | AVS 7   | SMR 10  | EU 5    | ŠPA 7   | MON 4   | VB 10   | KAN Ret | ZDA 6   | FRA Ret | NEM Ret | MAD 4   | TUR 8   | ITA 6   | KIT 6   | JAP 12  | BRA 7  |        | 7.  | 30  |
| 2007 | Honda Racing F1 Team                 | Honda RA107                    | Honda RA807E 2.4 V8                     | AVS 11  | MAL 11  | BAH 13  | ŠPA 10  | MON 10  | KAN 12  | ZDA Ret | FRA 11  | VB 9    | EU 11   | MAD 18  | TUR 17  | ITA 10  | BEL 13  | JAP 10  | KIT 15  | BRA Ret |        |        | 20. | 0   |
| 2008 | Honda Racing F1 Team                 | Honda RA108                    | Honda RA808E 2.4 V8                     | AUS DSQ | MAL 13  | BAH 11  | ŠPA Ret | TUR 14  | MON 6   | KAN 7   | FRA 14  | VB 3    | NEM Ret | MAD 16  | EU 16   | BEL Ret | ITA 17  | SIN Ret | JAP 13  | KIT 11  | BRA 15 |        | 14. | 11  |
| 2009 | Brawn GP F1 Team                     | Brawn BGP 001                  | Mercedes F0 108W 2.4 V8                 | AVS 2   | MAL 5   | KIT 4   | BAH 5   | ŠPA 2   | MON 2   | TUR Ret | VB 3    | NEM 6   | MAD 10  | EU 1    | BEL 7   | ITA 1   | SIN 6   | JAP 7   | BRA 8   | ABU 4   |        |        | 3.  | 77  |
| 2010 | AT&T Williams                        | Williams FW32                  | Cosworth CA2010 2.4 V8                  | BAH 10  | AVS 8   | MAL 12  | KIT 12  | ŠPA 9   | MON Ret | TUR 14  | KAN 14  | EU 4    | VB 5    | NEM 12  | MAD 10  | BEL Ret | ITA 10  | SIN 6   | JAP 9   | KOR 7   | BRA 14 | ABU 12 | 10. | 47  |
| 2011 | AT&T Williams                        | Williams FW33                  | Cosworth CA2011 2.4 V8                  | AVS Ret | MAL Ret | KIT 13  | TUR 15  | ŠPA 17  | MON 9   | KAN 9   | EU 12   | VB 13   | NEM Ret | MAD 13  | BEL 16  | ITA 12  | SIN 13  | JAP 17  | KOR 12  | IND 15  | ABU 12 | BRA 14 | 17. | 4   |